# Pueblo moken

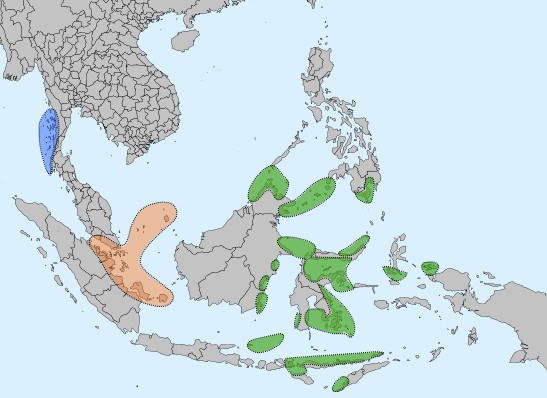
Regiones habitadas por pueblos habitualmente conocidos como "Nómadas del Mar".
Moken
Orang Laut
Bajau

Los Moken (también conocidos como Mawken o Morgan; en birmano ဆလုံ လူမျိုး; en tailandés ชาวเล, romanización chao le, lit. ‘gente del mar’) son unos de los pueblos austronesios del archipiélago de Mergui que está formado entre 2000 a 3000 personas que mantienen una cultura ancestral basada en el mar y en el nomadismo, por lo cual son conocidos como los «gitanos del mar» o «gitanos navegantes». Su idioma es una lengua aislada y probablemente migraron  desde China hace 4 000 años a zonas del mar de Andamán entre las actuales Birmania y Tailandia.
Tanto el Estado birmano como el tailandés han hecho tentativas para la asimilación de este pueblo dentro de la cultura del país, pero estos esfuerzos han fallado. Los moken tailandeses se han asentado permanentemente en aldeas situadas en dos islas: Phuket y Phi Phi.

## Modo de vida
Su conocimiento del mar les permite vivir de la fauna y flora local haciendo uso de herramientas rudimentarias como redes y arpones para conseguir comida, especialmente de la pesca. La comida que no consumen se seca en la parte superior de sus botes rústicos de madera llamados kabang, luego la usan para comerciar en los mercados locales y cubrir así otras necesidades. Durante la estación del monzón construyen botes mientras ocupan chozas temporales en tierra.
Debido a la cantidad de tiempo que pasan buceando para conseguir comida, los niños moken son capaces de ver mejor que los adultos debajo del agua mediante la acomodación de su foco visual.
Algunos de los moken birmanos son todavía pueblos nómadas que deambulan por el mar la mayor parte de su vida y viven en pequeñas barcas artesanales llamadas kabang realizadas con madera de mai pan, un árbol local. Estas barcas sirven no solo como medio de transporte sino también como cocina, dormitorio, salón, paritorio. No obstante, gran parte de su vida tradicional está en peligro y parece estar disminuyendo.
En cuanto a su cultura artística, los moken tradicionalmente fabrican una especie de «violín» de bambú como instrumento musical.
Su religión tradicional es animista y creen en los espíritus que habitan en los objetos de la naturaleza que les rodea, comunicándose con ellos mediante tótems.

## Los moken durante el tsunami del sureste asiático de 2004

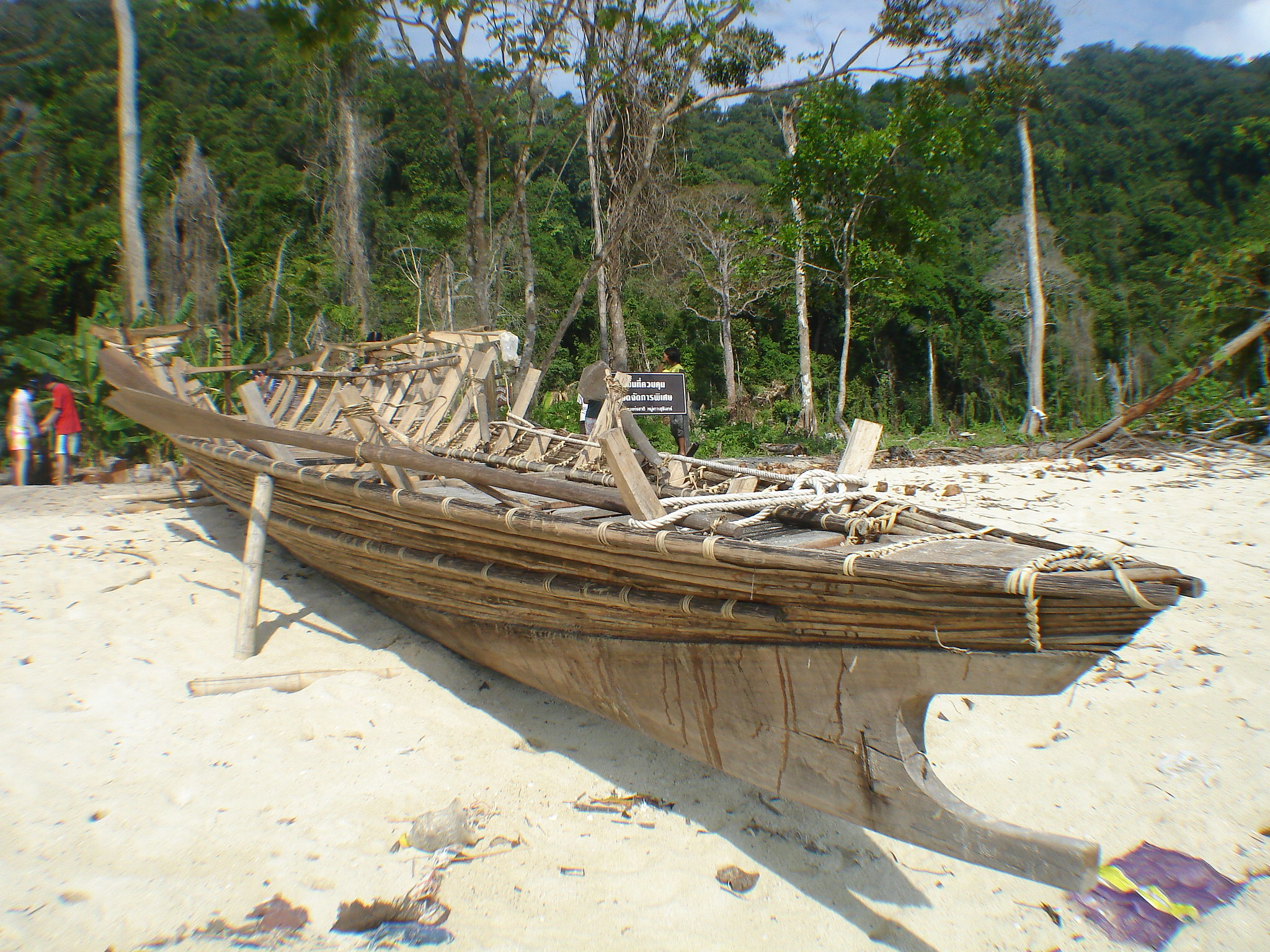
Un kabang, barca típica de los moken

Las islas indicadas anteriormente recibieron mucha atención por parte de los medios de comunicación mundiales en 2005 debido a que resultaron muy afectadas por el tsunami del sureste asiático de 2004, desastre que costó miles de vidas. Estos medios enseguida centraron su atención en su baja mortalidad en la catástrofe. Por ejemplo, en la isla Surin del Sur, de los 200 habitantes sólo murió un anciano con discapacidad.
Su ancestral conocimiento del mar les permitió conservar la vida, aunque los asentamientos y cerca de la quinta parte de las barcas fueron destruidas. La mayoría son analfabetos por lo que transmiten las tradiciones oralmente. Entre estas historias se encuentra el esperar "la ola que se traga a la gente" en el caso de observar que el mar se retire de las costas de forma rápida y profunda; esto les hizo huir hacia el interior de las islas en cuanto detectaron los síntomas. 
Debido a sus creencias religiosas tradicionales, los moken interpretaron el tsunami como un castigo de los espíritus. 

## Enlaces
- The Sea Gypsies: La tribu moken de las islas Surin

- Datos: Q1550714
- Multimedia: Moken / Q1550714